# Eustrotia genuflexa
Eustrotia genuflexa är en fjärilsart som beskrevs av George Francis Hampson 1902. Eustrotia genuflexa ingår i släktet Eustrotia och familjen nattflyn. Inga underarter finns listade i Catalogue of Life.